# Charlotte Bilbault
Charlotte Bilbault (Saint-Doulchard, Cher, 5 de junio de 1990) es una futbolista internacional francesa, que juega de centrocampista en el Girondins de Burdeos, de la Division 1 Féminine (primera división de Francia). Forma parte de la selección femenina de fútbol de Francia.